# 12702 Panamarenko
A 12702 Panamarenko (ideiglenes jelöléssel (12702) 1990 SR6) a Naprendszer kisbolygóövében található aszteroida. Eric Walter Elst fedezte fel 1990. szeptember 22-én.

## Kapcsolódó szócikk
- Kisbolygók listája (12501–13000)